# Arthur Walsh
Arthur Henry John Walsh, 3e baron Ormathwaite (10 avril 1859-13 mars 1937) est un officier de l'armée britannique, homme politique, pair et courtisan.

## Biographie
Walsh est le fils aîné d'Arthur Walsh (2e baron Ormathwaite) et de sa femme, Katherine, fille d'Henry Somerset (7e duc de Beaufort). Il fait ses études au collège d'Eton. En 1876, il est nommé sous-lieutenant dans la milice royale des frontières du Sud du Pays de Galles et promu lieutenant plus tard la même année. En 1878, il est transféré dans l'armée régulière en tant que sous-lieutenant dans les 1st Life Guards et est plus tard promu lieutenant. En 1887, il quitte l'armée régulière et devient sous-lieutenant dans le Royal East Kent Yeomanry, servant jusqu'en 1890.
En 1885, Walsh entre au Parlement comme député conservateur du Radnorshire et occupe le siège jusqu'à sa défaite face au libéral Francis Edwards en 1892. Le 26 juillet 1890, il épouse lady Clementine Pratt, fille unique de John Pratt (3e marquis Camden).
En 1892, il devient écuyer de la reine. En 1897, il est brièvement contrôleur de la maison de la duchesse de Teck avant sa mort cette année-là et il porte sa couronne à ses funérailles. Il sert comme Gentleman Usher (1902–1905) et Groom-in-Waiting (1905–1907) du roi Édouard VII et est le Maître des Cérémonies de 1907 à 1920 et lord-lieutenant du Radnorshire de 1917 à 1921.
Walsh est nommé membre de la 4e classe de l'ordre royal de Victoria (MVO) en 1907, promu commandant (CVO) dans les honneurs du Nouvel An 1910, Knight Commander (KCVO) dans les honneurs du Nouvel An 1912, et Knight Grand Cross (GCVO) en les honneurs d'anniversaire de 1920 lors de sa retraite.
Walsh hérite du titre de son père en 1920 et à sa propre mort en 1937 sans enfants, il passe à son frère, George.